# Клайд (Міссурі)
Клайд (англ. Clyde) — селище (англ. village) в США, в окрузі Нодавей штату Міссурі. Населення — 55 осіб (2020).

## Географія
Клайд розташований за координатами 40°15′56″ пн. ш. 94°40′10″ зх. д. / 40.26556° пн. ш. 94.66944° зх. д. (40.265497, -94.669362).  За даними Бюро перепису населення США в 2010 році селище мало площу 0,40 км², уся площа — суходіл.

## Демографія
Згідно з переписом 2010 року, у селищі мешкали 82 особи в 27 домогосподарствах у складі 22 родин. Густота населення становила 206 осіб/км².  Було 30 помешкань (76/км²).
Расовий склад населення:
| - 100,0 % — білих |

До двох чи більше рас належало 0,0 %. Частка іспаномовних становила 0,0 % від усіх жителів.
За віковим діапазоном населення розподілялося таким чином: 34,1 % — особи молодші 18 років, 56,1 % — особи у віці 18—64 років, 9,8 % — особи у віці 65 років та старші. Медіана віку мешканця становила 35,0 року. На 100 осіб жіночої статі у селищі припадало 127,8 чоловіків;  на 100 жінок у віці від 18 років та старших — 100,0 чоловіків також старших 18 років.
Середній дохід на одне домашнє господарство  становив 56 836 доларів США (медіана — 46 250), а середній дохід на одну сім'ю — 73 176 доларів (медіана — 53 750). За межею бідності перебувало 15,6 % осіб, у тому числі 18,9 % дітей у віці до 18 років та 0,0 % осіб у віці 65 років та старших.
Цивільне працевлаштоване населення становило 34 особи. Основні галузі зайнятості: виробництво — 26,5 %, транспорт — 23,5 %, освіта, охорона здоров'я та соціальна допомога — 23,5 %.